# 大北岩
大北岩，位于中国广东省汕头市潮阳区棉北街道平北居委，现为潮阳区文物保护单位，类型为其他，公布时间为1985年11月22日。
大北岩的历史年代为明代。